# Вермдьо (община)
Вермдьо (на шведски: Värmdö kommun) е община разположена в лен Стокхолм, централна Швеция с обща площ 451 km2 и население 39 784 души (към 31 декември 2013). Административен център е град Густавсбери.